# Якутский зоопарк

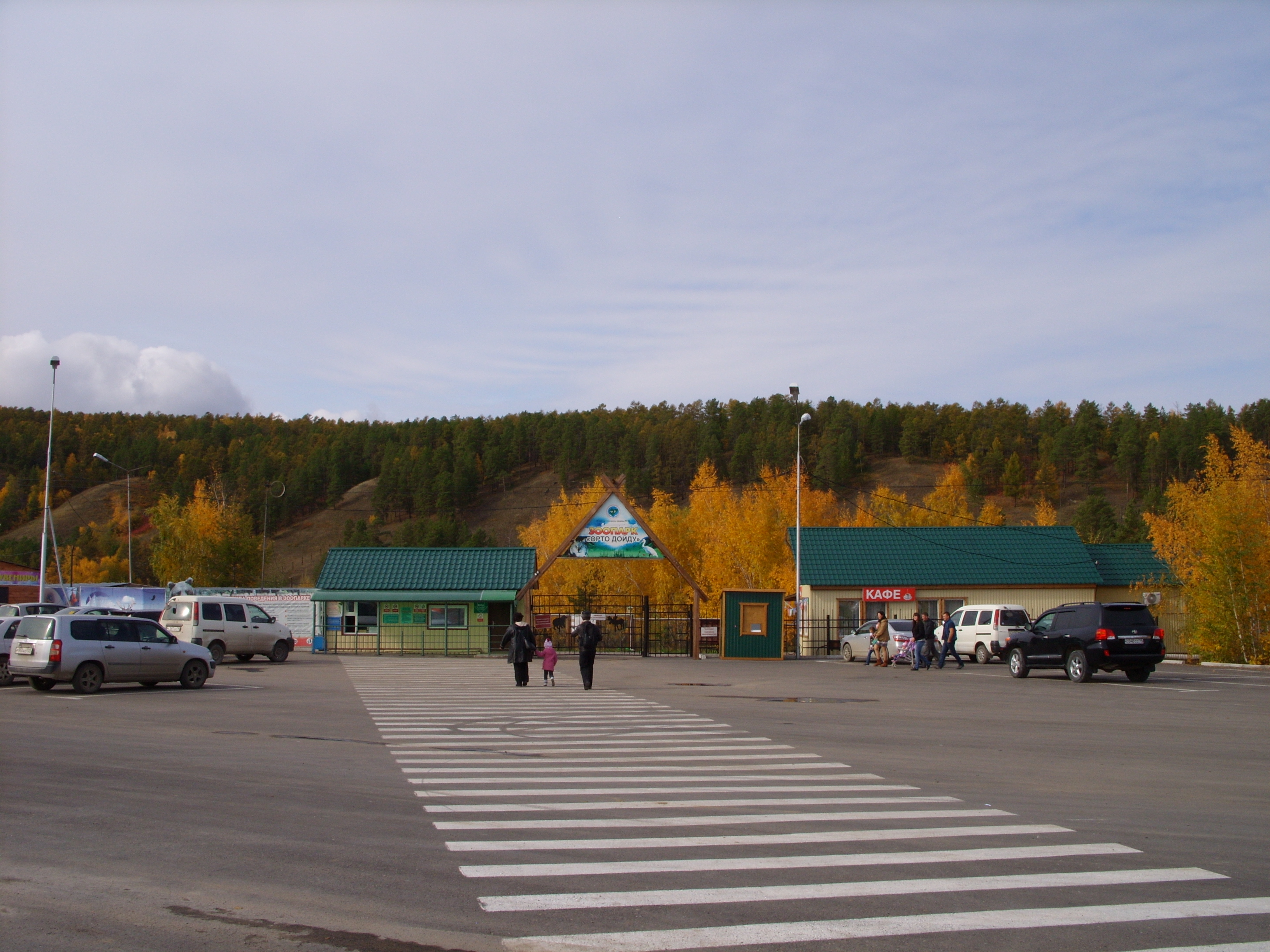

Государственное учреждение Якутский зоопарк («Орто-Дойду») — зоологический парк в Республике Саха (Якутия) в Хангаласском улусе возле села Октёмцы (между Якутском и Покровском). Единственный в мире зоопарк, работающий в условиях северного экстремально холодного климата. Особенностью зоопарка является также и то, что у него имеется возможность принять любое дикое животное и оказать ему необходимую помощь.

## Описание
ГУ Республиканский зоопарк «Орто-Дойду» был создан 26 января 2001 года по инициативе Президента Республики Саха (Якутия) Михаила Ефимовича Николаева. Зоопарк был структурно отнесён к Департаменту биологических ресурсов Министерства охраны природы Республики Саха (Якутия) и был зарегистрирован, как юридическое лицо. Впервые зоопарк принял посетителей 18 мая 2001 года.
Число посетителей: 37 151 человек за 2007 год.

## Коллекция
По состоянию на 1 января 2008 года в Якутском зоопарке находились животные следующих видов:

### Секторкопытных
Сибирская косуля, изюбрь, северный олень, лось, як, овцебык, коза, якутская корова, лошадь, дикий кабан, олень пятнистый.

### Сектор хищных и мелкихмлекопитающих
Норка американская, хорь домашний, хорь степной, корсак, лисица, песец, енотовидная собака, енот-полоскун, кот виверровый, рысь, амурский тигр, полярный волк, бурый медведь, барсук европейский, иглистая мышь, морская свинка, дикая морская свинка, шиншилла, сурок черношапочный, белка обыкновенная, нутрия, бобр, ондатра, заяц-беляк, домашний кролик, мышь белая, крыса белая, декоративный кролик.

### Секторорнитологии
Беркут, обыкновенная пустельга, канюк мохноногий, канюк обыкновенный, орлан-белохвост, ястреб-тетеревятник, ястреб-тетеревятник амурский, чёрный коршун, чеглок, гуменник, белолобый гусь, гибрид белолобый-гуменник, лебедь-кликун, лебедь малый, лебедь-шипун, кряква обыкновенная, филин, бородатая неясыть, длиннохвостая неясыть, болотная сова, ушастая сова, тетерев, фазан серебряный, фазан золотой, фазан манчжурский, кеклик, перепел японский, куры брама и бентамка, дикуша азиатская, индюк, серый журавль, журавль красавка, ожереловый попугай, калита, нандайя, кедровка, большеклювая ворона, ворон, ястребиная сова, глухарь, чирок, голубь.

### Секторгерпетологиииэнтомологии
Трионикс китайский, звёздчатая черепаха, болотная черепаха, колючая черепаха, удав обыкновенный, питон тёмный тигровый, питон ковровый, полоз тайваньский, кобра моноклевая, жаба-ага, рогатка украшенная, синалойская молочная змея, молочная змея Кембела, амурский полоз, щитомордник восточный, щитомордник каменистый, герозавр большой, синеязыкий сцинк, бойга зелёная, нильский крокодил, игуана обыкновенная, анаконда парагвайская, африканский паук-бабуин, паук-птицеед бразильский, паук-птицеед голубой, мадагаскарский шипящий таракан, аргентинский таракан, американский таракан, мраморный таракан, кубинский таракан, красноголовый таракан, двупятнистый сверчок, банановый сверчок, красноухая черепаха, куфия, гадюка обыкновенная, лишаистый веслоног, суринамская жаба, бразильский саванный паук.